# Меламед, Леонид Борисович
Леонид Борисович Меламед (род. 21 июня 1961 года) — российский предприниматель.

## Биография

### Ранняя жизнь
Леонид Борисович Меламед родился 21 июня 1961 года в Ленинграде.
После школы работал слесарем механосборочных работ ПО «Октябрь» в городе Каменск-Уральский.
С 1981 по 1983 год проходил службу в рядах Советской Армии.
В 1987 году окончил Новосибирский электротехнический институт (НЭТИ) по специальности «радиоинженер». После окончания НЭТИ работал инженером-геодезистом.
Впоследствии закончил Московский институт повышения квалификации Минатома России.

### Предпринимательская деятельность
В 1991 году — помощник ректора НЭТИ по коммерческим вопросам.
В марте 1992 года принимал участие в создании инвестиционно-финансовой корпорации «Алемар».
В 1993—1998 годах — директор новосибирского ЗАО «Лимброк».
В 1995—1998 годах — исполнительный директор ассоциации предприятий «СоюзЭнергоСервис» и заместитель председателя совета директоров «Новосибирскэнерго».
В 1996 году защитил диссертацию на тему «Адаптивно-инновационное управление в сфере услуг естественных монополистов», кандидат экономических наук, работа выполнена на кафедре экономики потребительской кооперации Сибирской коммерческой академии потребительской кооперации.
В октябре 1998 года назначен гендиректором ФГУП «Концерн „Росэнергоатом“».
В январе 2000 года назначен первым заместителем председателя правления РАО «ЕЭС России» Анатолия Чубайса, ответственным за финансовый блок. Участвовал в подготовке реформы электроэнергетики России, входил в состав советов директоров ряда дочерних предприятий РАО, в частности «Ленэнерго» и «Тюменьэнерго».
В 2000—2002 годах — член наблюдательного совета банка «Еврофинанс».
В июне 2004 года — добровольная отставка с поста заместителя председателя правления РАО «ЕЭС России».
С 2004 года — генеральный директор ИФК «Алемар».
С 7 сентября 2007 года по 22 сентября 2008 года — генеральный директор и член совета директоров Государственной корпорации «Российская корпорация нанотехнологий» (Роснано).
В 2007—2009 владел телекоммуникационной компанией Effortel Russia.
С 2009 года — генеральный директор холдинговой компании «Композит», занимающегося производством изделий из углепластика (на 75 % принадлежит ИФК «Алемар»).
Член президиума Российского еврейского конгресса.
В разное время также являлся:
- Член Правительственной комиссии по координации деятельности Открытого Правительства.
- Член Экспертного Совета при Правительстве (Открытое Правительство).
- Член Правительственной комиссии по вопросам конкуренции и развитию малого и среднего предпринимательства.
- Член Совета по государственно-частному партнёрству при Военно-промышленной комиссии РФ.
- Член Совета по спецхимии и новым материалам при Военно-промышленной комиссии.
- Руководитель рабочей группы по машиностроению, технологии и новым материалам при Военно-промышленной комиссии[1].

## Уголовное дело
1 июля 2015 года Леонид Меламед был задержан в своей квартире в Москве следователями главного следственного управления Следственного комитета РФ в рамках уголовного дела о присвоении и растрате около 300 млн рублей, ему предъявили официальное обвинение в присвоении или растрате (ст. 160 УК РФ). Одним из оснований для доследственной проверки, завершившейся возбуждением уголовного дела, были материалы проверки Счётной палаты РФ в 2013 году. По решению суда был помещен под домашний арест. Интересы Меламеда представлял Руслан Кожура, адвокат Адвокатской конторы «Аснис и партнёры».
В мае 2017-го Меламеда освободили в связи с истечением предельного срока содержания под стражей. Однако в конце того же года Черемушкинский суд Москвы решил вернуть дело на доследование. Прокуратура безуспешно пыталась обжаловать решение, но в итоге вернула материалы следователям. Защита Меламеда в беседе с «Коммерсантом» называла возобновленное следствие «вялотекущим».
26 января 2020 года Следственный комитет закрыл дело экс-главы «Роснано» Леонида Меламеда за истечением срока давности. За обвинявшегося в хищении более 220 млн рублей Меламеда вступался нынешний глава «Роснано» Анатолий Чубайс.